# Edificio del Seguro Obrero
El edificio del Seguro Obrero es un edificio de oficinas chileno, ubicado en el Barrio Cívico de Santiago de Chile, en calle Morandé 107. Recibe su nombre de la Caja del Seguro Obrero, entidad de la que fue sede. Actualmente es utilizado por el Ministerio de Justicia de Chile como su sede principal.
Ubicado en la esquina nororiente de la intersección de las calles Morandé y Moneda, la cual comparte con el Palacio de La Moneda (surponiente), el Edificio de la Intendencia Metropolitana de Santiago (suroriente) y la Plaza de la Constitución (norponiente).

## Historia

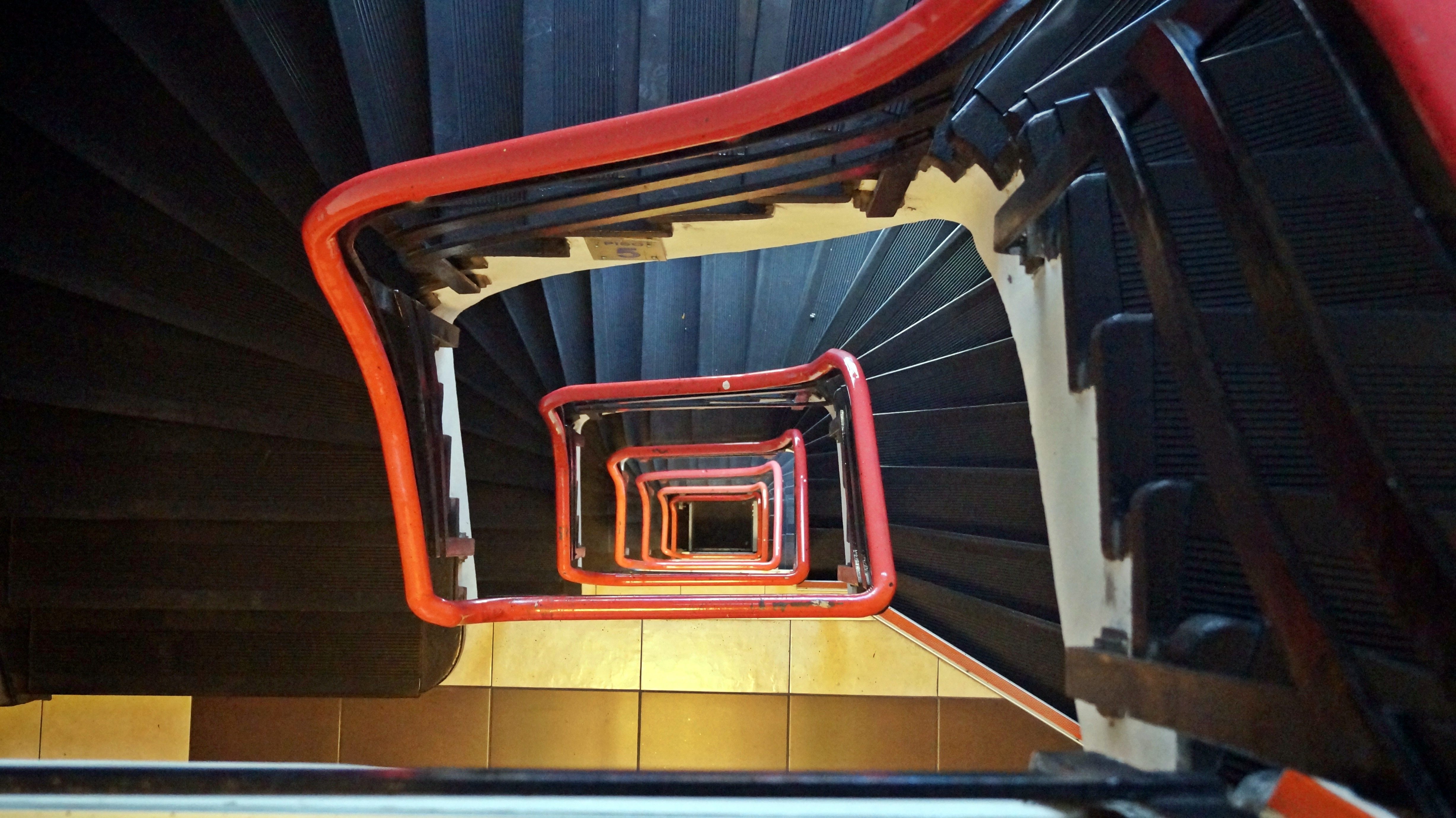
Caja de escaleras del edificio.

La construcción de doce pisos y una terraza, destinada para la Caja del Seguro Obrero Obligatorio (creada en 1924), fue diseñada por el arquitecto Ricardo González Cortés, quien había sido influenciado por la Escuela de Chicago y el art déco. Comenzó a construirse en 1928 y fue completado en 1931.
El 5 de septiembre de 1938 el edificio se hizo infamemente conocido por la llamada «Matanza del Seguro Obrero». Ese día, miembros del Movimiento Nacional-Socialista se tomaron el edificio, y se enfrentaron en un tiroteo con Carabineros. Tras terminar la toma, los policías masacraron a los jóvenes al interior del edificio, resultando un total de 59 muertos.
Desde noviembre de 1989 es la sede principal del Ministerio de Justicia.